# T. J. Hooker/Episodenliste
Diese Episodenliste enthält alle Episoden der US-amerikanischen Krimiserie T.J. Hooker. Zwischen 1982 und 1986 entstanden in fünf Staffeln 90 Episoden.

## Übersicht
| Staffel | Episodenanzahl | Erstausstrahlung USA | Erstausstrahlung USA | Deutschsprachige Erstausstrahlung | Deutschsprachige Erstausstrahlung |
| Staffel | Episodenanzahl | Staffelpremiere      | Staffelfinale        | Staffelpremiere                   | Staffelfinale                     |
| ------- | -------------- | -------------------- | -------------------- | --------------------------------- | --------------------------------- |
| 1       | 5              | 13. März 1982        | 10. April 1982       | 14. Februar 1990                  | 9. Mai 1994                       |
| 2       | 22             | 25. September 1982   | 7. Mai 1983          | 1. September 1987                 | 19. Januar 1988                   |
| 3       | 22             | 1. Oktober 1983      | 12. Mai 1984         | 26. Januar 1988                   | 15. März 1988                     |
| 4       | 23             | 13. Oktober 1984     | 4. Mai 1985          | 8. November 1990                  | 1. März 1991                      |
| 5       | 18             | 25. September 1985   | 28. Mai 1986         | 13. September 1990                | 4. März 1994                      |

## Staffel 1
| Nr. (ges.) | Nr. (St.) | Deutscher Titel         | Originaltitel       | Erstausstrahlung USA | Deutschsprachige Erstausstrahlung (D) | Regie           |
| ---------- | --------- | ----------------------- | ------------------- | -------------------- | ------------------------------------- | --------------- |
| 1          | 1         | Das Mörderduo           | The Protectors      | 13. März 1982        | 14. Feb. 1990                         | Cliff Bole      |
| 2          | 2         | Eine gefährliche Falle  | The Streets         | 20. März 1982        | 18. Apr. 1994                         | Harry Falk      |
| 3          | 3         | Unter Druck der Anklage | God Bless The Child | 27. März 1982        | 25. Apr. 1994                         | Cliff Bole      |
| 4          | 4         | T.J. Hookers Krieg      | Hooker's War        | 3. Apr. 1982         | 2. Mai 1994                           | Charlie Picerni |
| 5          | 5         | Im letzten Moment       | The Witness         | 10. Apr. 1982        | 9. Mai 1994                           | Cliff Bole      |

## Staffel 2
| Nr. (ges.) | Nr. (St.) | Deutscher Titel          | Originaltitel             | Erstausstrahlung USA | Deutschsprachige Erstausstrahlung (D) | Regie               |
| ---------- | --------- | ------------------------ | ------------------------- | -------------------- | ------------------------------------- | ------------------- |
| 6          | 1         | Das Messer des Matrosen  | Second Chance             | 25. Sep. 1982        | 1. Sep. 1987                          | Don Weis            |
| 7          | 2         | König der Rennpiste      | King of the Hill          | 2. Okt. 1982         | 6. Juni 1994                          | Charlie Picerni     |
| 8          | 3         | Mangel an Beweisen       | The Empty Gun             | 16. Okt. 1982        | 8. Sep. 1987                          | Cliff Bole          |
| 9          | 4         | Blinde Justiz            | Blind Justice Blind Watch | 23. Okt. 1982        | 15. Sep. 1987                         | Don Chaffey         |
| 10         | 5         | Täter auf großem Fuß?    | Big Foot                  | 30. Okt. 1982        | 23. Mai 1994                          | Cliff Bole          |
| 11         | 6         | Terror an der Akademie   | Terror at the Academy     | 6. Nov. 1982         | 22. Sep. 1987                         | Phil Bondelli       |
| 12         | 7         | Lust zu überleben        | The Survival Syndrome     | 13. Nov. 1982        | 29. Sep. 1987                         | Charlie Picerni     |
| 13         | 8         | Tödliche Ambition        | Deadly Ambition           | 20. Nov. 1982        | 6. Okt. 1987                          | Michael Preece      |
| 14         | 9         | Schrei nach Hilfe        | A Cry for Help            | 27. Nov. 1982        | 13. Okt. 1987                         | Cliff Bole          |
| 15         | 10        | Highway Gangster         | Thieves' Highway          | 4. Dez. 1982         | 20. Okt. 1987                         | Michael Preece      |
| 16         | 11        | Zum Tod verführt         | The Connection            | 18. Dez. 1982        | 20. Juni 1994                         | Corey Allen         |
| 17         | 12        | Verbrechen durch Alkohol | The Fast Lane             | 8. Jan. 1983         | 27. Okt. 1987                         | Don Chaffey         |
| 18         | 13        | Zu spät für Liebe        | Too Late for Love         | 15. Jan. 1983        | 3. Nov. 1987                          | Michael Preece      |
| 19         | 14        | Lockvogel                | The Decoy                 | 22. Jan. 1983        | 10. Nov. 1987                         | Leonard Nimoy       |
| 20         | 15        | Der Hundetrainer         | The Mumbler               | 29. Jan. 1983        | 17. Nov. 1987                         | Don Chaffey         |
| 21         | 16        | Rachsüchtig              | Vengeance Is Mine         | 5. Feb. 1983         | 24. Nov. 1987                         | Phil Bondelli       |
| 22         | 17        | Sechzehn und schon tot   | Sweet Sixteen and Dead    | 12. Feb. 1983        | 1. Dez. 1987                          | William Shatner     |
| 23         | 18        | Unfair behandelt         | Raw Deal                  | 19. Feb. 1983        | 8. Dez. 1987                          | Cliff Bole          |
| 24         | 19        | Totenfeier für einen Cop | Requiem for a Cop         | 26. Feb. 1983        | 15. Dez. 1987                         | Don Chaffey         |
| 25         | 20        | Gefährlicher Clan        | The Hostages              | 5. März 1983         | 5. Jan. 1988                          | Cliff Bole          |
| 26         | 21        | Zahltag Piraten          | Payday Pirates            | 30. März 1983        | 12. Jan. 1988                         | Sigmund Neufeld Jr. |
| 27         | 22        | Das Risiko               | Lady in Blue              | 7. Mai 1983          | 19. Jan. 1988                         | William Shatner     |

## Staffel 3
| Nr. (ges.) | Nr. (St.) | Deutscher Titel                   | Originaltitel          | Erstausstrahlung USA | Deutschsprachige Erstausstrahlung (D) | Regie               |
| ---------- | --------- | --------------------------------- | ---------------------- | -------------------- | ------------------------------------- | ------------------- |
| 28         | 1         | Zweiter Anlauf                    | The Return             | 1. Okt. 1983         | 26. Jan. 1988                         | Sigmund Neufeld Jr. |
| 29         | 2         | Es geschah im Nachtclub           | Carnal Express         | 8. Okt. 1983         | 16. Dez. 1996                         | Sigmund Neufeld Jr. |
| 30         | 3         | Chinatown                         | Chinatown              | 15. Okt. 1983        | 2. Feb. 1988                          | Don Chaffey         |
| 31         | 4         | Jugendliche Opfer                 | The Cheerleader Murder | 22. Okt. 1983        | 13. Dez. 1994                         | Cliff Bole          |
| 32         | 5         | Schatten der Wahrheit             | Shadow of Truth        | 29. Okt. 1983        | 9. Feb. 1988                          | Cliff Bole          |
| 33         | 6         | Ein Polizist hängt an der Flasche | Walk a Straight Line   | 5. Nov. 1983         | 8. Dez. 1994                          | Cliff Bole          |
| 34         | 7         | Ein Kind wird vermisst            | A Child Is Missing     | 12. Nov. 1983        | 14. Dez. 1994                         | Cliff Bole          |
| 35         | 8         | Die Last von Beweisen             | The Trial              | 19. Nov. 1983        | 17. Okt. 1994                         | Cliff Bole          |
| 36         | 9         | Leidenschaft spielt mit           | Matter of Passion      | 26. Nov. 1983        | 16. Feb. 1988                         | Sigmund Neufeld Jr. |
| 37         | 10        | Selbstjustiz                      | Blue Murder            | 3. Dez. 1983         | 7. Dez. 1994                          | Don Chaffey         |
| 38         | 11        | Besorgt um eine Frau              | Undercover Affair      | 10. Dez. 1983        | 23. Feb. 1988                         | Charlie Picerni     |
| 39         | 12        | Kein Weihnachten ohne Ganoven     | Slayride               | 17. Dez. 1983        | 12. Okt. 1993                         | Bruce Kessler       |
| 40         | 13        | Wettlauf mit dem Killer           | The Lipstick Killer    | 7. Jan. 1984         | 5. Okt. 1993                          | Sigmund Neufeld Jr. |
| 41         | 14        | Millionen Stoff                   | The Snow Game          | 14. Jan. 1984        | 1. März 1988                          | William Shatner     |
| 42         | 15        | Rettung per Video                 | Exercise in Murder     | 28. Jan. 1984        | 19. Okt. 1993                         | Phil Bondelli       |
| 43         | 16        | Verrat durch Erpressung           | Hooker's Run           | 4. Feb. 1984         | 26. Okt. 1993                         | Cliff Bole          |
| 44         | 17        | Heiße Ware                        | Hot Property           | 25. Feb. 1984        | 9. Nov. 1993                          | Ric Rondell         |
| 45         | 18        | Mord im System                    | Death on the Line      | 3. März 1984         | 16. Nov. 1993                         | Cliff Bole          |
| 46         | 19        | Tödlicher Strip                   | Death Strip            | 10. März 1984        | 8. März 1988                          | Sigmund Neufeld Jr. |
| 47         | 20        | Medium auf der Spur               | Psychic Terror         | 24. März 1984        | 23. Nov. 1993                         | Kenneth R. Koch     |
| 48         | 21        | Bandenkrieg                       | Gang War               | 5. Mai 1984          | 2. Nov. 1993                          | William Shatner     |
| 49         | 22        | Ausgeliefert                      | Deadlock               | 12. Mai 1984         | 15. März 1988                         | Sigmund Neufeld Jr. |

## Staffel 4
| Nr. (ges.) | Nr. (St.) | Deutscher Titel                | Originaltitel                 | Erstausstrahlung USA | Deutschsprachige Erstausstrahlung (D) | Regie                          |
| ---------- | --------- | ------------------------------ | ----------------------------- | -------------------- | ------------------------------------- | ------------------------------ |
| 50         | 1         | Trotz Verwarnung               | Night Vigil                   | 13. Okt. 1984        | 8. Nov. 1990                          | Winricht Kolbe                 |
| 51         | 2         | Doppelleben eines Teenagers    | The Tow Faces of Betsy Morgan | 20. Okt. 1984        | 24. Aug. 1993                         | Paul Kransny                   |
| 52         | 3         | Heiße Spur                     | Pursuit                       | 27. Okt. 1984        | 22. Nov. 1990                         | Sidney Hayers                  |
| 53         | 4         | Der harte Kern                 | Hardcore Connection           | 3. Nov. 1984         | 29. Nov. 1990                         | Christian I. Nyby II           |
| 54         | 5         | Ein altes Team                 | Anatomy of a Killing          | 10. Nov. 1985        | 6. Dez. 1990                          | Sigmund Neufeld Jr             |
| 55         | 6         | Vergeltung                     | Target: Hooker                | 17. Nov. 1984        | 13. Dez. 1990                         | Vincent McEveety               |
| 56         | 7         | Mord in der Modebranche        | Model for Murder              | 24. Nov. 1984        | 22. März 1988                         | Harry Falk                     |
| 57         | 8         | Der Würger                     | A Kind of Rage                | 1. Dez. 1984         | 4. Jan. 1991                          | Winrich Kolbe                  |
| 58         | 9         | Beichtgeheimnis                | The Confession                | 15. Dez. 1984        | 11. Jan. 1991                         | Georg Fenady                   |
| 59         | 10        | Kindliche Zeugin               | Grand Theft Auto              | 29. Dez. 1984        | 18. Jan. 1991                         | Sidney Hayers                  |
| 60         | 11        | Rettung aus dem Helicopter     | Street Bait                   | 5. Jan. 1985         | 25. Jan. 1991                         | Sigmund Neufeld Jr.            |
| 61         | 12        | Der Stellvertreter             | The Surrogate                 | 12. Jan. 1985        | 29. März 1988                         | Bruce Seth Green               |
| 62         | 13        | Der Psychopath                 | Trackdown                     | 26. Jan. 1985        | 1. Feb. 1991                          | Reza Badiyi                    |
| 63         | 14        | Bedroht durch eine Schlange    | Outcall                       | 2. Feb. 1985         | 5. Apr. 1988                          | Larry Elikann                  |
| 64         | 15        | April, das Playgirl            | The Bribe                     | 9. Feb. 1985         | 8. Feb. 1991                          | Sigmund Neufeld Jr.            |
| 65         | 16        | Ein Fall von Liebe             | Love Story                    | 16. Feb. 1985        | 15. Feb. 1991                         | Ray Danton                     |
| 66         | 17        | Verbrechen im Filmstudio       | Hollywood Starr               | 23. Feb. 1985        | 12. Apr. 1988                         | Winrich Kolbe, William Shatner |
| 67         | 18        | Geiseldrama in der Kirche      | Sanctuary                     | 2. März 1985         | 19. Apr. 1988                         | William Shatner                |
| 68         | 19        | Wer paßt auf meine Kinder auf? | Homecoming                    | 9. März 1985         | 22. Feb. 1991                         | Kenneth R. Koch                |
| 69         | 20        | Mordserie                      | Serial Murders                | 16. März 1985        | 26. Apr. 1988                         | Michael Caffey                 |
| 70         | 21        | Doppelleben einer Lehrerin     | Lag Time                      | 23. März 1985        | 3. Mai 1988                           | Sigmund Neufeld Jr.            |
| 71         | 22        | Zu schnell geschossen          | The Throwaway                 | 6. Apr. 1985         | 10. Mai 1988                          | William Shatner                |
| 72         | 23        | Auf nach Chicago               | The Chicago Connection        | 4. Mai 1985          | 1. März 1991                          | Michael Lange                  |

## Staffel 5
| Nr. (ges.) | Nr. (St.) | Deutscher Titel                   | Originaltitel               | Erstausstrahlung USA | Deutschsprachige Erstausstrahlung (D) | Regie            |
| ---------- | --------- | --------------------------------- | --------------------------- | -------------------- | ------------------------------------- | ---------------- |
| 73         | 1         | Hilflos in eigener Sache          | The Ransom                  | 25. Sep. 1985        | 13. Sep. 1990                         | William Shatner  |
| 74         | 2         | Sein Vater, der alte Cop          | Return of a Cop             | 2. Okt. 1985         | 22. März 1991                         | Cliff Bole       |
| 75         | 3         | Die Hinrichtung                   | To Kill a Cop               | 9. Okt. 1985         | 8. März 1991                          | Chuck Bowman     |
| 76         | 4         | Wenn Gewalt siegt                 | Death Is a Four-Letter Word | 6. Nov. 1985         | 15. März 1991                         | Bruce Seth Green |
| 77         | 5         | Jagd auf rote Feinde              | The Assassin                | 13. Nov. 1985        | 17. Feb. 1994                         | Richard Compton  |
| 78         | 6         | Rauschgift im Beichtstuhl         | Rip-Off                     | 20. Nov. 1985        | 17. Mai 1988                          | Cliff Bole       |
| 79         | 7         | Falsche Blüten                    | Funny Money                 | 27. Nov. 1985        | 27. Sep. 1990                         | Michael Caffey   |
| 80         | 8         | Der Messerstecher                 | Night Ripper                | 29. Jan. 1986        | 24. Mai 1988                          | Michael Caffey   |
| 81         | 9         | Das Armband                       | The Obsession               | 5. Feb. 1986         | 11. Okt. 1990                         | Phil Bondelli    |
| 82         | 10        | Die gefährliche Bestechungsaffäre | Taps for Officer Remy       | 12. Feb. 1986        | 18. Okt. 1990                         | Reza Badiyi      |
| 83         | 11        | Grauenvolle Nacht                 | Nightmare                   | 19. Feb. 1986        | 25. Okt. 1990                         | Reza Badiyi      |
| 84         | 12        | Die letzte Kugel für den Täter    | Shootout                    | 26. Feb. 1986        | 5. Apr. 1991                          | William Shatner  |
| 85         | 13        | Mord durch das Gesetz             | Murder by Law               | 30. Apr. 1986        | 31. Mai 1988                          | Chuck Bowman     |
| 86         | 14        | Partner bis in den Tod            | Partners in Death           | 7. Mai 1986          | 6. Apr. 1994                          | William Shatner  |
| 87         | 15        | Fanatiker des Todes               | Death Trip                  | 14. Mai 1986         | 1. Apr. 1994                          | Chuck Bowman     |
| 88         | 16        | Geschworenes Verbrechen           | Blood Sport                 | 21. Mai 1986         | 16. Apr. 1995                         | Vincent McEveety |
| 89         | 17        | Im Dunkel der Nacht               | Into the Night              | 21. Mai 1986         | 19. Apr. 1995                         | James Darren     |
| 90         | 18        | Krieg mit der Presse              | Deadly Force                | 28. Mai 1986         | 4. März 1994                          | Michael Hamilton |